# Для Саши
«Для Саши» — художественный фильм.

## Сюжет
Желая больше узнать о своих еврейских корнях, французский профессор философии едет в израильский киббуц, находящийся недалеко от Голанских высот. Дело происходит в 1965 году. Его сопровождает бывшая студентка нееврейского происхождения, которая отказывается от перспективы стать скрипачкой, только чтобы остаться с ним. Проходит два года, и к профессору Саше приезжают ещё три бывших студента, которые хотят отпраздновать двадцатилетие красивой скрипачки. К сожалению, напряженность в регионе нарастает, следствием чего стала Шестидневная война, и Сашу мобилизуют в армию. На вечеринке один из гостей показывает фильмы, которые он снял во время их жизни в Париже. Саша испытывает внезапные угрызения совести, когда смотрит плёнки, на которых запечатлена его любимая Мириам, женщина, которая покончила жизнь самоубийством, когда он порвал с ней. Её смерть была одной из причин, почему он покинул Париж. С этим чувством вины Саша и уходит на войну.

### Съёмочная группа
- Режиссёр — Александр Аркади
- Сценарий — Александр Аркади, Антуан Лакомблез, Сен-Амон
- Продюсеры — Робер Бенмусса, Жан-Бернар Фету
- Композитор — Филипп Сард
- Оператор — Робер Алазраки
- Монтаж — Мартин Барраке

## В ролях
- Софи Марсо — Лаура
- Ришар Берри — Саша
- Фабьен Орсье — Поль
- Нильс Дюбо — Симон
- Фредерик Кирин — Мишель
- Жан-Клод де Горо — Дам Шемтов
- Жерар Дармон — Девид Малка
- Эммаюэль Рива
- Яэль Абекассис — Джудит

Совместное производство студий Александр Филмс (Alexandre Films), СГГЦ (S.G.G.C.(fr)) и ТВ1 Фильм Продюксьон (TV 1 Films Productions(fr)).
Продолжительность 114 минут.